# Vellozia phantasmagoria
Vellozia phantasmagoria là một loài thực vật có hoa trong họ Velloziaceae. Loài này được R.E.Schult. miêu tả khoa học đầu tiên năm 1946.